# Impasse (film, 1946)
Pour les articles homonymes, voir Impasse (homonymie).
Pour plus de détails, voir Fiche technique et Distribution.
Impasse est un film français réalisé par Pierre Dard et sorti en 1946.

## Synopsis
Gabriel est étudiant et, pour subvenir à ses besoins, il fait à l'occasion le taxi. Il s'éprend de Gisèle, une manucure qui effectue une peine de prison pour un délit qu'elle n'a pas commis. Révolté par cette injustice, il réussit à la faire évader mais est à son tour, pour ce fait d'armes, condamné à la prison. Ayant purgé ses trois mois de privation de liberté, il ne peut plus continuer ses études. Pour vivre, il se lie avec une bande d'escrocs. Gisèle saura l'en éloigner.

## Fiche technique
- Titre : Impasse
- Réalisation : Pierre Dard (frère de Jean Delannoy[1])
- Scénario : Jacques Companéez
- Dialogues : André Tabet
- Musique : Jean Wiener
- Décors : Aimé Bazin
- Photographie : Paul Cotteret
- Son : Emile Lagarde
- Montage : Madeleine Rizzi-Bonin
- Production : André Paulvé, Michel Safra
- Société de production : Spéva Films
- Sociétés de distribution : DisCiNa, puis Gaumont
- Pays de production :  France
- Format :  Noir et blanc - 35 mm - Son mono
- Genre : Comédie dramatique
- Date de sortie : 
  - France - 15 mai 1946

## Distribution
- Julien Carette : Michel
- Marie Déa : Gisèle Dubois
- Jean d'Yd : Le professeur Sartory
- Luce Fabiole
- Paul Faivre
- Eugène Frouhins
- Camille Guérini
- Clary Monthal
- Palau : M. Dubois
- Georges Paulais : L'antiquaire
- Georges Rollin : Gabriel Marceroux
- Odette Talazac : Mme Dubois
- Renée Thorel
- Jean Valcourt : Dupont-Breteuil
- Roger Vincent